# СКА (футбольный клуб, Рига)
СКА (латыш. ASK (Armijas sporta klubs)) — советский футбольный клуб из Риги. Основан в 1923 году.

## Названия
- 1923—1945 года — СКА (ASK);
- 1945—1954 годы — ДО (AVN);
- 1955—1957 годы — ОДО;
- с 1958 года — СКА.

## Достижения
- В первой лиге — 3 место (Центральная зона второй группы 1948 год).
- В кубке СССР — поражение в 1/8 финала (1946).